# Kinta (Benin)
Kinta ist ein Arrondissement im Departement Zou im westafrikanischen Staat Benin. Es ist eine Verwaltungseinheit, die der Gerichtsbarkeit der Kommune Agbangnizoun untersteht.

## Demografie und Verwaltung
Gemäß der Volkszählung 2013 des beninischen Statistikamtes INSAE hatte das Arrondissement 6077 Einwohner, davon waren 2913 männlich und 3164 weiblich.
Von den 53 Dörfern und Quartieren der Kommune Agbangnizoun entfallen fünf auf Kinta:
1. Agbidimè
2. Ahissatogon
3. Danli
4. Gbindounmè
5. Wèdjè